# Jules Ménétrier
Pour les articles homonymes, voir Ménétrier.
Jules Ménétrier, soi-disant Jules de France puis Jules de Bourbon, né le 26 août 1847 à L'Isle-sur-le-Doubs et mort après 1908, est un vétéran de la Guerre franco-allemande de 1870 qui prétendait être l'héritier du trône de France en tant que petit-fils du duc de Berry.

## Biographie

### Famille

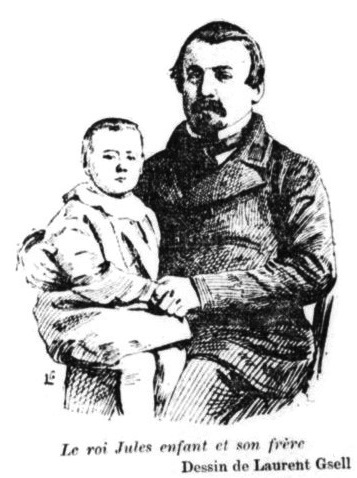
Dessin de Laurent-Gsell d'après une ancienne photographie, publié en 1899 par Le Petit Bleu de Paris avec la légende « Le roi Jules enfant et son frère » (il pourrait plutôt s'agir de son père).

Maximilien-Charles-Jules-Léon-Ernest Ménetrier, né le 26 août 1847 à L'Isle-sur-le-Doubs, au no 54 de la Grand-Rue, domicile de son grand-père Nicolas Ménétrier, un surveillant de moulins originaire de Nans, est le fils de Théoduline Ménétrier (1825-1899) et d'un père inconnu.
Selon le témoignage crédible de trois hommes qui habitaient à L'Isle-sur-le-Doubs en 1847-1848, le père biologique de Jules Ménétrier est un officier nommé Jules Du Moulin (1813-1858), dont le bataillon de chasseurs était en garnison à Besançon, où Théoduline travaillait alors comme demoiselle de magasin. Le capitaine Du Moulin, chevalier de la Légion d'honneur en 1853, est l'un des enfants du général comte Dumoulin et de la comtesse Catherine-Eugénie Eckhart von Leonberg. Il rend visite à Théoduline et à son enfant, mais il ne reconnaîtra jamais celui-ci.

### Jeunesse
Sous le Second Empire, les sœurs Ménétrier quittent le Doubs pour s'installer à Paris.
Jules Ménétrier aurait, selon ses dires, entrepris des études d'architecture avant la guerre de 1870. Au cours de ce conflit, il appartient au 1er bataillon de la garde mobile de la Seine et prend part au combat d'Épinay-sur-Seine. Le froid et la fatigue qu'il éprouve lors de la guerre provoquent une congestion cérébrale puis une hémiplégie incomplète du côté droit.
Ainsi handicapé, il touche une pension et vit pauvrement dans un logement modeste de la rue du Faubourg-Saint-Honoré, avec sa mère et sa tante, qui tiennent un petit magasin d'appareils à fabriquer de la glace en face de la rue d'Alger.

### Prétentions au trône de France
Probablement en proie à une forme de trouble psychique, Ménétrier s'imagine que son vrai père est Jules de Bourbon, un fils que le duc de Berry aurait eu d'un premier mariage religieux avec Eugénie d'Eckhart et que Louis XVIII aurait légitimé en lui attribuant le titre de duc de Bretagne. Il racontera également avoir été reconnu par son « oncle », le comte de Chambord, peu de temps avant la mort de ce dernier en 1883. Selon ses proches, il aurait effectivement vu le prétendant légitimiste lors d'une visite à Goritz, mais un tel voyage paraît peu vraisemblable en raison de son handicap.
Persuadé de son appartenance à la famille royale, Ménétrier utilise déjà le pseudonyme de « Jules de France » au début des années 1890,, signant notamment de ce nom des litanies et poésies pieuses. Mais ce n'est qu'en 1895, que la presse découvre avec amusement ses prétentions, « Jules de France » ayant largement diffusé un faire-part pour une messe célébrée à sa demande, le 6 mars, pour le repos de l'âme de Molière. Interrogé par un journaliste sur cette initiative, Ménétrier lui répond que Molière est de sa famille en tant que fils naturel d'une brodeuse nommée Rose Molière et de Louis XIII, et que ce roi aurait fait élever cet enfant illégitime par le tapissier Poquelin.
En 1897, il déclare être « le seul roy légitime de France » sous le nom de « Jules, premier du nom » et date le début de son règne du 24 août 1883, jour de la mort du comte de Chambord. Sans enfant, il reconnaît pour héritier Jacques de Bourbon.
Le lendemain de la mort de sa mère, survenue le 8 février 1899, il déclare le décès à la mairie du 8e arrondissement de Paris en faisant inscrire dans le registre d'état civil  que la défunte, qu'il nomme « Théoduline Ménétrier de Nans », était la « veuve de Jules de Bourbon ». Il signe sa déclaration du nom de « Jules de Bourbon » et fera de même le 18 décembre 1905, après la mort de sa tante Alexandrine.
En décembre 1904, il écrit au roi du Royaume-Uni Édouard VII pour lui demander la main de sa nièce Victoria-Mélita de Saxe-Cobourg-Gotha « pour en faire une reine de France ».
En mars 1908, il habite toujours au no 232 de la rue du Faubourg-Saint-Honoré. On perd sa trace après cette date.